# Du är aldrig ensam
「Du är aldrig ensam」は、スウェーデンの歌手エリック・サーデの8作目のシングル。
スウェーデンの大物歌手マウロ・スコッコの楽曲のカバーであり、ユニセフ公式チャリティーソング。この曲のミュージックビデオでは、エリックがカンボジアへ訪れたときの映像が使用されている。

## 収録曲
1. Du är aldrig ensam